# Karpatští Němci

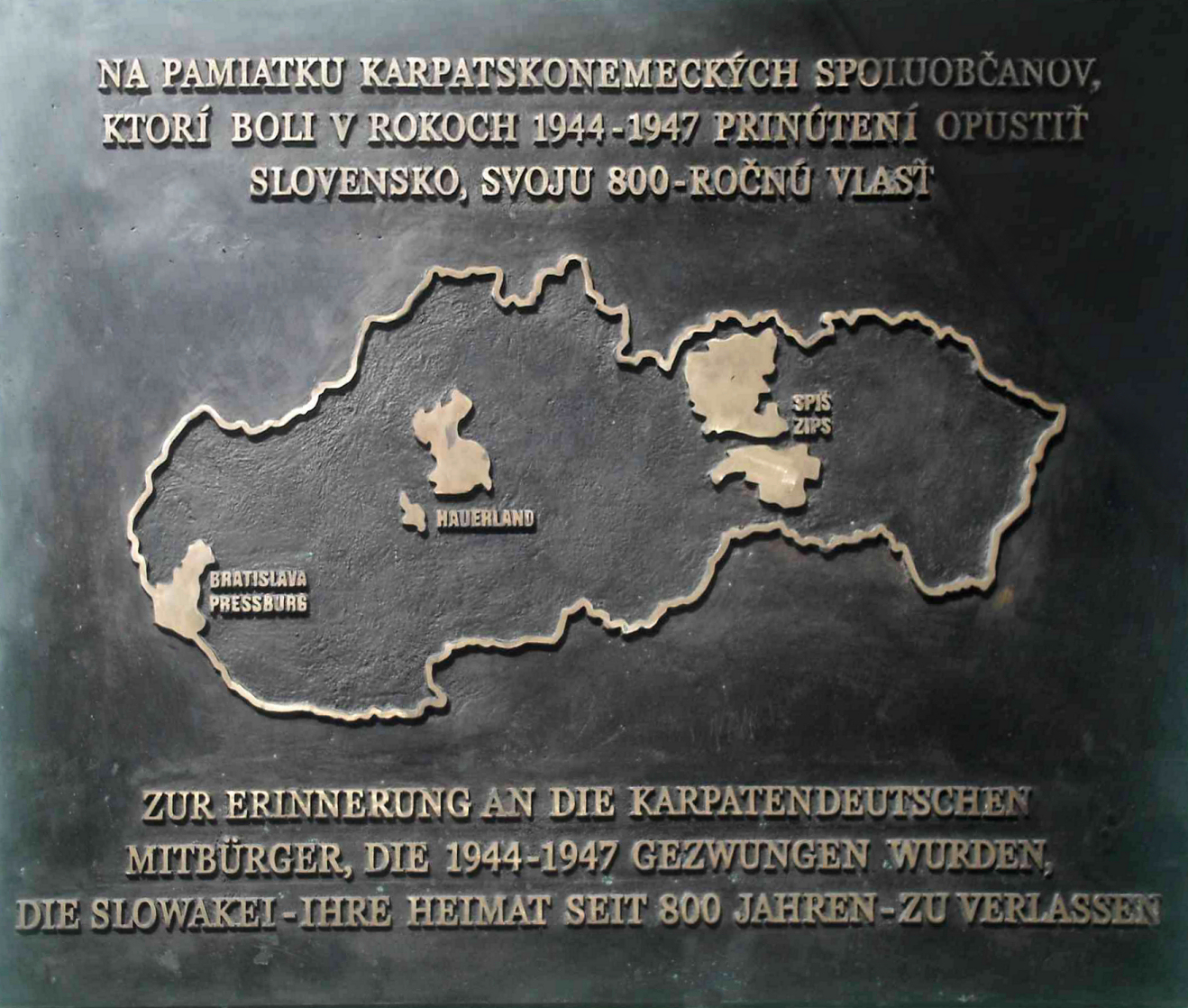
Pamětní tabule připomínající Karpatské Němce a jejich odsun

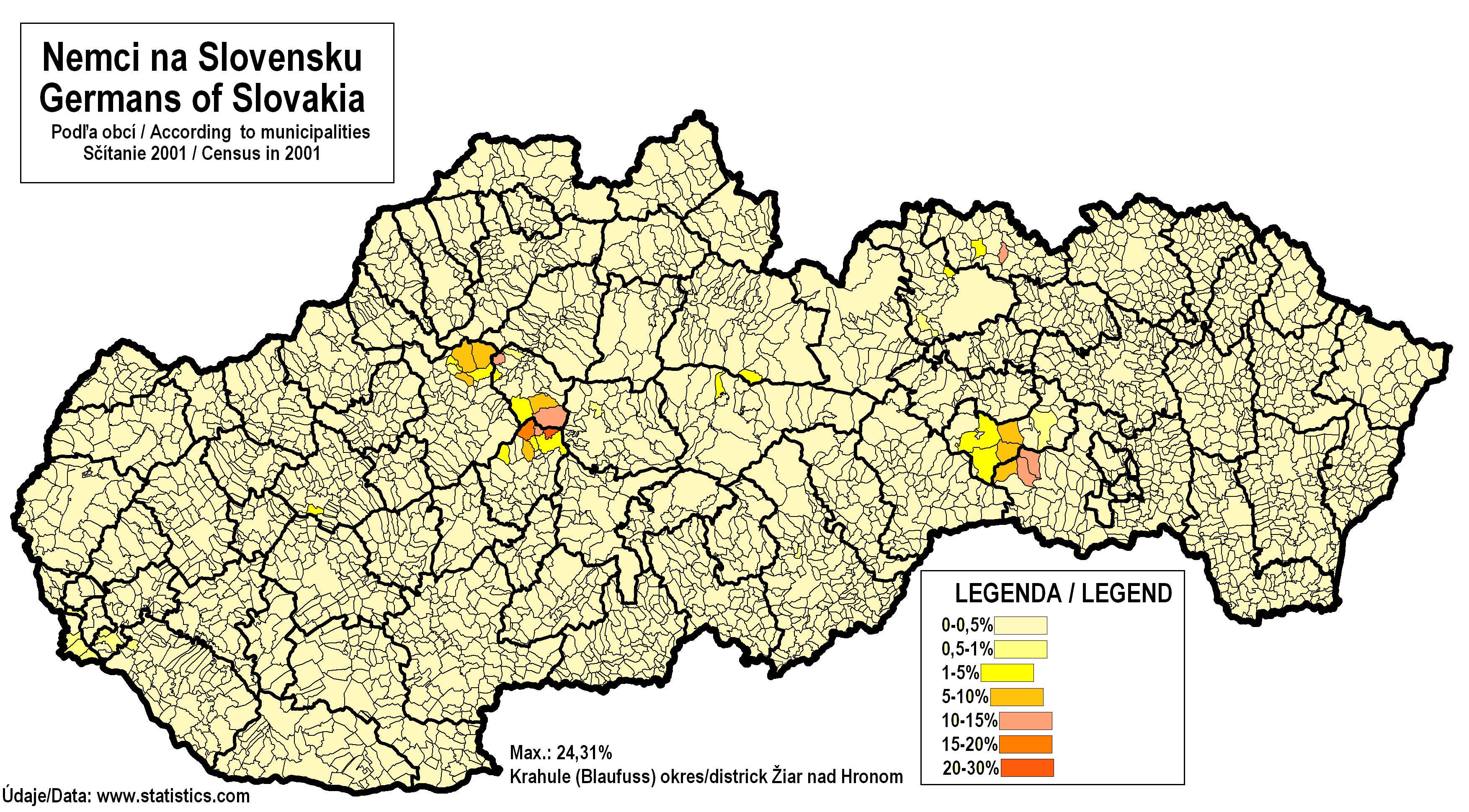
Podíl obyvatel německé národnosti v obcích Slovenské republiky, podle sčítání v roce 2001.

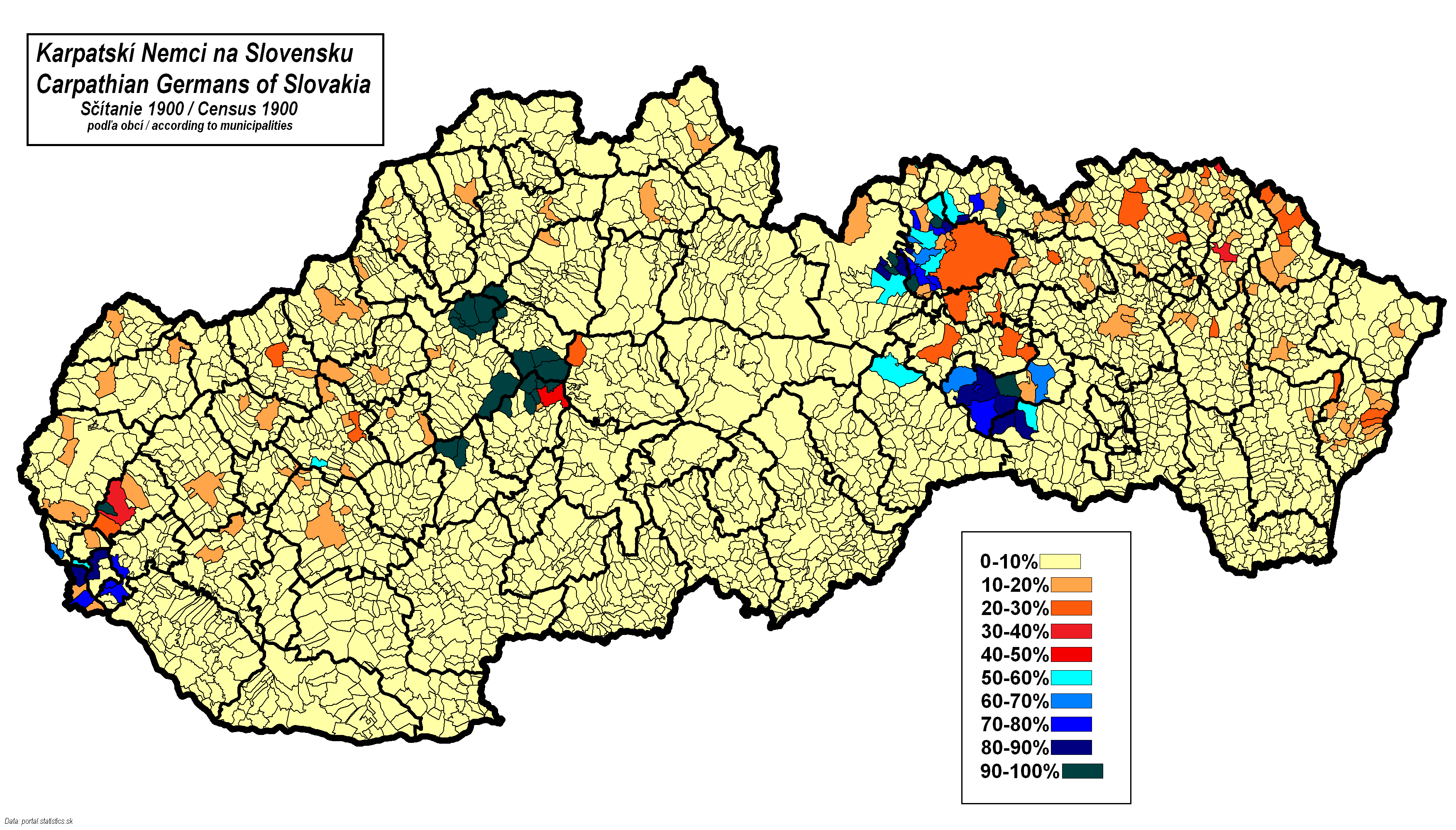
Podíl obyvatel s německým mateřským jazykem v obcích Slovenské republiky, podle sčítání z roku 1900.

Karpatští Němci nebo Karpatoněmci (německy Karpatendeutsche), též Mantáci (německy Mantaken), je označení Němců, obývajících území někdejších Horních Uher (dnešního Slovenska a Zakarpatské Ukrajiny), ale též rumunského Banátu, a přistěhovavších se na toto území mezi 12. a 15. stoletím. Po skončení druhé světové války byla většina Mantáků odsunuta do Německa.
Na území dnešního Slovenska sídlili Mantáci zejména v Bratislavě, na středním Slovensku (tzv. Hauerland a Horní Nitra) a na Spiši.

## Původ
Pojem „Karpatští Němci“ zavedl historik Raimund Friedrich Kaindl, který se věnoval problematice dějin Němců v Uhersku. Poměrně přesně vymezuje toto obyvatelstvo od jiných německých enkláv v Uhersku, zejména v Sedmihradsku.
Němci se dostali do Uher zejména v procesu znovuosídlení země vylidněné po mongolském vpádu do Uher v letech 1241–1242. Německá kolonizace přinesla do Uherska vznik měst na základě magdeburského městského práva a Němci patřili k měšťanům prakticky všech měst. V 16. století přišla do Uher další vlna německé kolonizace, již tvořili tzv. habáni.
Na území dnešního Slovenska osídlili Němci tři hlavní cílové oblasti:
1. Bratislava
2. Střední Slovensko (Hauerland, Horní Nitra)
3. Spiš

## Spišští Sasové
Pro karpatoněmecké obyvatelstvo ve Spiši se vžil také nesprávný název Spišští Sasové. Na základě lingvistické analýzy se však zjistilo, že kolonisté původně přišli z oblasti středního Franska (okolí řek Rýn a Máza), a ne ze Saska. Pojmenování pravděpodobně vzniklo v období, kdy se Němcům na Slovensku obecně říkalo Sasové.

## Politická angažovanost
Karpatští Němci se během 1. poloviny 20. století intenzivně politicky angažovali. V rámci komunity existovaly dva základní politické proudy. Jeden z nich byl orientován spíše na uherskou politickou tradici. Spolupracoval proto spíše se stranami maďarské menšiny a podporoval autonomii Slovenska. Tento směr reprezentuje Spišská německá strana. Druhý proud byl orientován více protimaďarsky, s poukazem na potlačování německého jazyka a kultury v Uhersku před rokem 1918. Jeho představitelem je Karpatoněmecká strana. Snahu spojit všechny německé politické proudy na východě Československa počátkem 30. let 20. století vyvíjela Německá lidová strana.
Koncem 30. let 20. století převládla Karpatoněmecká strana (tehdy již coby sesterská organizace Sudetoněmecké strany). S nástupem autonomistů na Slovensku během druhé republiky byla zřízena Německá strana s vůdcem Franzem Karmasinem a nacionálně socialistickou orientací, coby výlučný reprezentant německé menšiny na autonomním Slovensku a později i během Slovenského štátu.

## Karpatští Němci v Přerově
Karpatští Němci z rumunského Banátu cestovali po skončení druhé světové války do staré vlasti. Vlak zastavil na nutnou dobu v Přerově. 
Podrobněji viz článek Masakr na Švédských šancích.